# 中島祐八

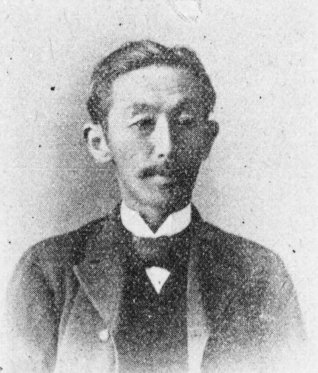
中島祐八

中島 祐八（なかじま ゆうはち、3代祐八、諱教愛、幼名又輔、嘉永7（安政元）年7月18日（1854年8月11日）- 大正2年（1913年）11月14日）は、日本の衆議院議員（自由党→立憲革新党→憲政本党→立憲国民党）。

## 経歴
上野国佐位郡赤堀村（現在の群馬県伊勢崎市）出身。豪農・先代中島祐八（2代祐八、諱周教、幼名逸作、利根郡奈良村石田家より養子）の長男として生まれ、1874年（明治7年）に副区長、1877年（明治10年）に学区取締、1881年（明治14年）に県会議員に就任した。1883年、「上野新聞」を発刊。1888年、上毛民会を組織するが、秘密集会の容疑で逮捕されてしまう。結局無罪となり、改めて群馬公議会を結成した。1890年（明治23年）の愛国公党の結党式に参加し、翌年の自由党の結党式にも出席した。また日刊新聞「上州」を発刊した。
1892年（明治25年）の第2回衆議院議員総選挙に出馬し、当選。以後、当選回数は大正2年5月補欠当選も含めて7回を数えた。
1913年11月、心臓病のため順天堂病院で死去した。